# Тера Нова (национален парк)
Тера Нова е национален парк в Канада, разположен около залива Бонависта на остров Нюфаундленд. Парка е създаден през 1957 г. и е с големина от 400 км2. Тера Нова е латинската форма на името на остров Нюфаундленд.
Каменистият ландшафт на парка и множеството езера са в резултат на ледниковата активност. По крайбрежието са разположени множество заливи и фиорди. Често край брега могат да се видят айсберги и китове. Парка е любимо място за гнездене на някои птици. Навътре от брега парка е зает от бореална гора, която е дом на бобри, черни мечки, видри и рисове. Срещат се също зайци, норки и лосове. Многобройните торфени блата са идеално място за виреенето на различни блатни растения.
В парка се срещат археологически доказателства за присъствието на хора от древни времена. Богатите на риба води около острова все още привличат рибари. Тук се намират и някои от най-старите селища в Нюфаундленд.
Парка е достъпен за автомобили.